# Agrypon contractum
Agrypon contractum là một loài tò vò trong họ Ichneumonidae.